# Marc Weigel

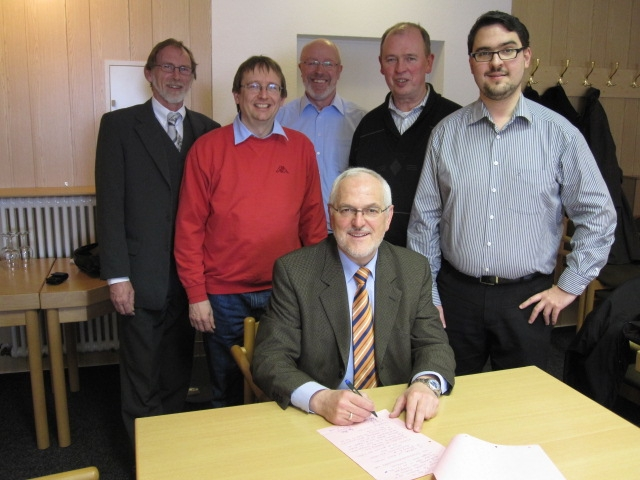
Marc Weigel (stehend, rechts) (2010)

Marc Weigel (* 16. September 1978 in Neustadt an der Weinstraße) ist ein deutscher Politiker (FWG). Seit dem 1. Januar 2018 ist er Oberbürgermeister seiner Heimatstadt.

## Ausbildung und Beruf
Weigel legte 1998 am Leibniz-Gymnasium Neustadt das Abitur ab. Von 1998 bis 2006 studierte er Rechts- und Politikwissenschaft sowie Germanistik und Philosophie in Heidelberg und Mannheim. Nach dem Ersten Staatsexamen, das er in Politikwissenschaft und Germanistik ablegte, absolvierte er von 2007 bis 2008 die Ausbildung zum Studienreferendar am Staatlichen Seminar für Didaktik und Lehrerbildung (Gymnasien) in Heidelberg und unterrichtete in diesem Zeitraum am Liselotte-Gymnasium Mannheim. 2008, nach dem Zweiten Staatsexamen, wechselte er ans Leibniz-Gymnasium Neustadt und war dort bis 2017, zuletzt als Oberstudienrat, in den Fächern Deutsch, Politik und Ethik tätig.

## Politik

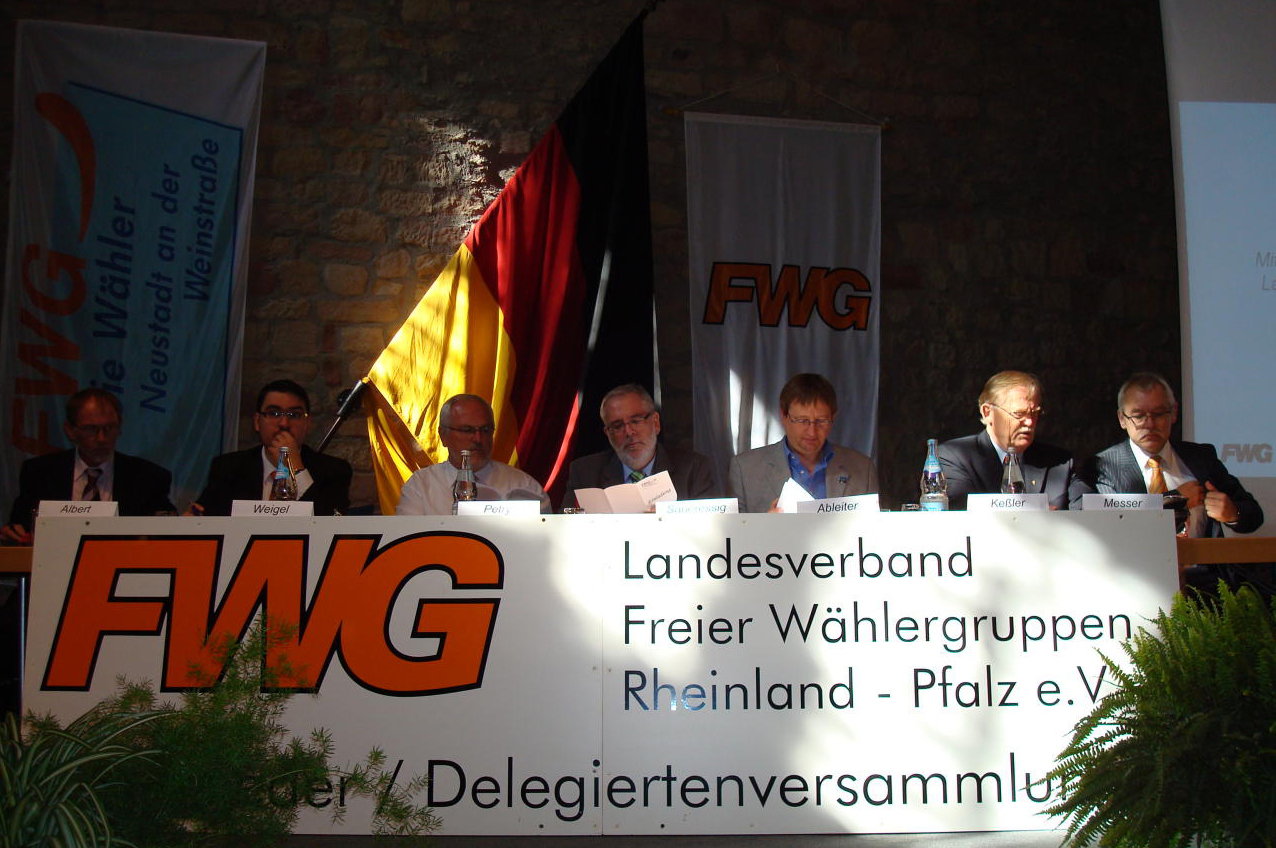
Podium mit Marc Weigel, 2007 (2. von links)

1994 trat Weigel der Freien Wählergruppe Neustadt an der Weinstraße e. V. bei, deren Vorsitz er von 2014 bis 2018 innehatte. Bei den Kommunalwahlen 1999 erreichte er als knapp 21-Jähriger einen Sitz für die FWG im Stadtrat der kreisfreien Stadt Neustadt an der Weinstraße und übernahm wenig später die Fraktionsführung. Im September 2007 wurde er zum Stellvertretenden Vorsitzenden der Freien Wählergruppe Rheinland-Pfalz gewählt. Von 2009 bis 2014 war er Beigeordneter und Kulturdezernent von Neustadt. 
2017 bewarb sich Weigel für die FWG um das Amt des Oberbürgermeisters von Neustadt und wurde am 24. September bei einer Wahlbeteiligung von 75 % im 1. Wahlgang mit 58,1 % der Stimmen zum Nachfolger von Hans Georg Löffler (CDU) gewählt. Die Mitbewerber Ingo Röthlingshöfer (CDU, als Bürgermeister Stellvertreter Löfflers) und Pascal Bender (SPD) erzielten 21,8 bzw. 20,0 % der Stimmen. Weigels achtjährige Amtszeit begann am 1. Januar 2018.
Am 6. September 2024 wurde Weigel mit dem besten Ergebnis bei den Wahlen zum Bezirksvorstand vom Bezirkstag zum Stellvertretenden Vorsitzenden des Bezirksverbands Pfalz gewählt. Kurze Zeit später bestimmte ihn die Mitgliederversammlung des rheinland-pfälzischen Städtetags ebenfalls zu deren Stellvertretendem Vorsitzenden, als erster Freier Wähler. Weigel ist Mitglied des Hauptausschusses und des Bildungsausschusses im Deutschen Städtetag. 
Am 9. November 2024 wurde er zum Vorsitzenden der FWG Bezirkstag Pfalz gewählt.
Weigel engagiert sich außerdem im Vorstand des Volksbunds Deutsche Kriegsgräberfürsorge Pfalz. Er ist Vorsitzender der Flugplatzgemeinschaft Lilienthal in Lachen-Speyerdorf.

## Sonstiges Engagement
Von 2004 bis 2014 war Weigel ehrenamtlicher Richter am Jugendschöffengericht beim Amtsgericht Neustadt. Dem Förderverein der Gedenkstätte für NS-Opfer in Neustadt gehört er als Gründungsmitglied seit 2009 an.
Im Sommer 2013 initiierte Weigel das erste Neustadter Kulturfest, bei dem 250 Kulturveranstaltungen mit 5000 Mitwirkenden über zwei Wochen hinweg mehr als 100.000 Besucher anzogen.